# Luca Raimund
Luca Joachim Raimund (* 9. April 2005 in Böblingen) ist ein deutscher Fußballspieler. Er spielt bei Fortuna Düsseldorf.

## Karriere

### Verein
Luca Raimund begann im fünften Lebensjahr bei der Spvgg Warmbronn mit dem Fußballspielen. Im Alter von neun Jahren wechselte er zur SV Böblingen und kam schließlich in der U14 in das Nachwuchsleistungszentrum des VfB Stuttgart. Er gab am 5. November 2023 im Alter von 18 Jahren bei der 0:2-Niederlage im Auswärtsspiel gegen den 1. FC Heidenheim sein Profidebüt in der Bundesliga. In der Saison 2024/25 war er mit Verletzungen geplagt und kam nur zu fünf Einsätzen für die zweite Mannschaft des VfB in der 3. Liga.
Im Sommer 2025 wechselte er zum Zweitligisten Fortuna Düsseldorf. In der Landeshauptstadt Nordrhein-Westfalens trägt er die Rückennummer 7.

### Nationalmannschaft
Luca Raimund war deutscher Nachwuchsnationalspieler und spielte in den Altersklassen U17 und U18.

## Titel
- Meister der Regionalliga Südwest und Aufstieg in die 3. Liga: 2024

## Persönliches
Der Skispringer Philipp Raimund ist sein Cousin.